# Papiro 72
Il Papiro 72 ({\displaystyle {\mathfrak {P}}}72, P. Bodmer VII-VIII) è un antico manoscritto del Nuovo Testamento, contenente il testo completo della Prima lettera di Pietro, della Seconda lettera di Pietro (P. Bodmer VIII) e della Lettera di Giuda (P. Bodmer VII). È datato paleograficamente al III/IV secolo.
È attualmente custodito in parte alla Bibliotheca Bodmeriana di Cologny (P. Bodmer VII) e in parte alla Biblioteca Apostolica Vaticana a Roma (P. Bodmer VIII).

## Descrizione
{\displaystyle {\mathfrak {P}}}72 è composto da 72 folii di 14.5 x 16 cm, scritti in 16-20 linee per pagina. I nomina sacra sono scritti con abbreviazioni.
È il più antico manoscritto della Prima lettera di Pietro e della Seconda lettera di Pietro, e la più antica copia completa della Lettera di Giuda (di cui esistono anche frammenti del III/IV secolo, come {\displaystyle {\mathfrak {P}}}78, P. Oxy. 2684). Oltre a queste tre opere canoniche, il codice comprende altri testi (non appartenenti a {\displaystyle {\mathfrak {P}}}72): la Natività di Maria (P. Bodmer V), una lettera apocrifa di Paolo ai Corinzi (forse la Terza lettera ai Corinzi; P. Bodmer X), l'undicesima delle Odi di Salomone (P. Bodmer XI), l'Omelia pasquale di Melitone di Sardi (P. Bodmer XIII), un inno frammentario (P. Bodmer XII), l'Apologia del vescovo Filea (P. Bodmer XX), e i Salmi 33 e 34 secondo la versione della LXX (P. Bodmer IX).

## Testo
Il testo greco di questo codice è rappresentativo del tipo testuale alessandrino. Kurt Aland lo inserì nella Categoria I, notando come il testo delle lettere di Pietro sia normale, mentre in quella di Giuda sia libero, ma in ogni caso con certe peculiarità.
È simile al Codex Vaticanus e al Codex Alexandrinus.